# Behaarde borstelboktor
De behaarde borstelboktor (Pogonocherus decoratus) is een keversoort uit de familie van de boktorren (Cerambycidae). De wetenschappelijke naam van de soort werd voor het eerst geldig gepubliceerd in 1855 door Fairmaire.